# 100000 Astronautica
100000 Astronautica este o planetă minoră (asteroid) din centura de asteroizi. A fost descoperită pe 28 septembrie 1982 la Observatorul Palomar de James Gibson⁠(d) și a fost numită după Era spațială. 
Obiectul prezintă o orbită caracterizată de o semiaxă mare de 1,9049981708258 UAi, o excentricitate de 0,09, o înclinație de 21,18868 ° în raport cu ecliptica.